# Hydrillodes semiquadrata
Hydrillodes semiquadrata là một loài bướm đêm trong họ Noctuidae.